# Żabokruki
Żabokruki (ukr. Жабокруки, Żabokruky) – wieś na Ukrainie, w obwodzie iwanofrankiwskim, w rejonie tłumackim.
Pod koniec XIX wieku wieś w powiecie horodeńskim.

## Urodzeni
- Oskar Tauschinski